# Paulina von Mallinckrodt
Pauline Mallinckrodt (ur. 3 czerwca 1817 w Minden, Westfalia, Królestwo Prus, zm. 30 kwietnia 1881), niemiecka zakonnica, błogosławiona Kościoła katolickiego, beatyfikowana przez Jana Pawła II w 1985 roku, założycielka Zgromadzenia Sióstr Chrześcijańskiego Miłosierdzia, Córek Najświętszej Dziewicy Maryi Niepokalanie Poczętej.

## Życiorys
Urodziła się w bardzo zamożnej rodzinie - jej ojciec był wiceprezydentem regionu. Odebrała też wykształcenie na wysokim poziomie. W wieku 17 lat zmarła jej matka, w związku z czym zajmowała się licznym rodzeństwem i utrzymaniem domu. Jednocześnie świadczyła dzieła miłosierdzia w stosunku do ubogich mieszkańców najpierw Akwizgranu, a potem również Paderbornu. Odbyła podróże do Francji, Belgii, Szwajcarii i Austrii, podczas których przyglądała się rozwiązaniom służącym pomocy ludziom ubogim i chorym. Nie mogąc odnaleźć zgromadzenia zakonnego służącego głównie dzieciom niewidomym, uzyskała od lokalnych władz kościelnych radę, by założyła własne. Idąc za tym głosem 21 sierpnia 1849 założyła Zgromadzenie Sióstr Chrześcijańskiego Miłosierdzia, Córek Najświętszej Dziewicy Maryi Niepokalanie Poczętej. Za jego pośrednictwem tworzyła przytułki dla ubogich dzieci i szkoły dla biednych dziewcząt, zwłaszcza niewidomych. W 1872 zgromadzenie liczyło 245 sióstr. Wiele z dzieł zgromadzenia zostało zniszczonych przez działania niemieckiego Kulturkampfu. Duży rozkwit działalności charytatywnej zgromadzenia nastąpił za to w USA.